# União das Freguesias de Arco de Baúlhe e Vila Nune
Die União das Freguesias de Arco de Baúlhe e Vila Nune ist eine portugiesische Gemeinde (Freguesia) im Kreis (Concelho) Cabeceiras de Basto, Distrikt Braga, im Nordwesten Portugals.

## Geschichte
Die Gemeinde entstand im Zuge der Gebietsreform vom 29. September 2013 durch die Zusammenlegung der ehemaligen Gemeinden Arco de Baúlhe und Vila Nune.
Arco de Baúlhe wurde Sitz der neuen Verwaltung.

## Demographie

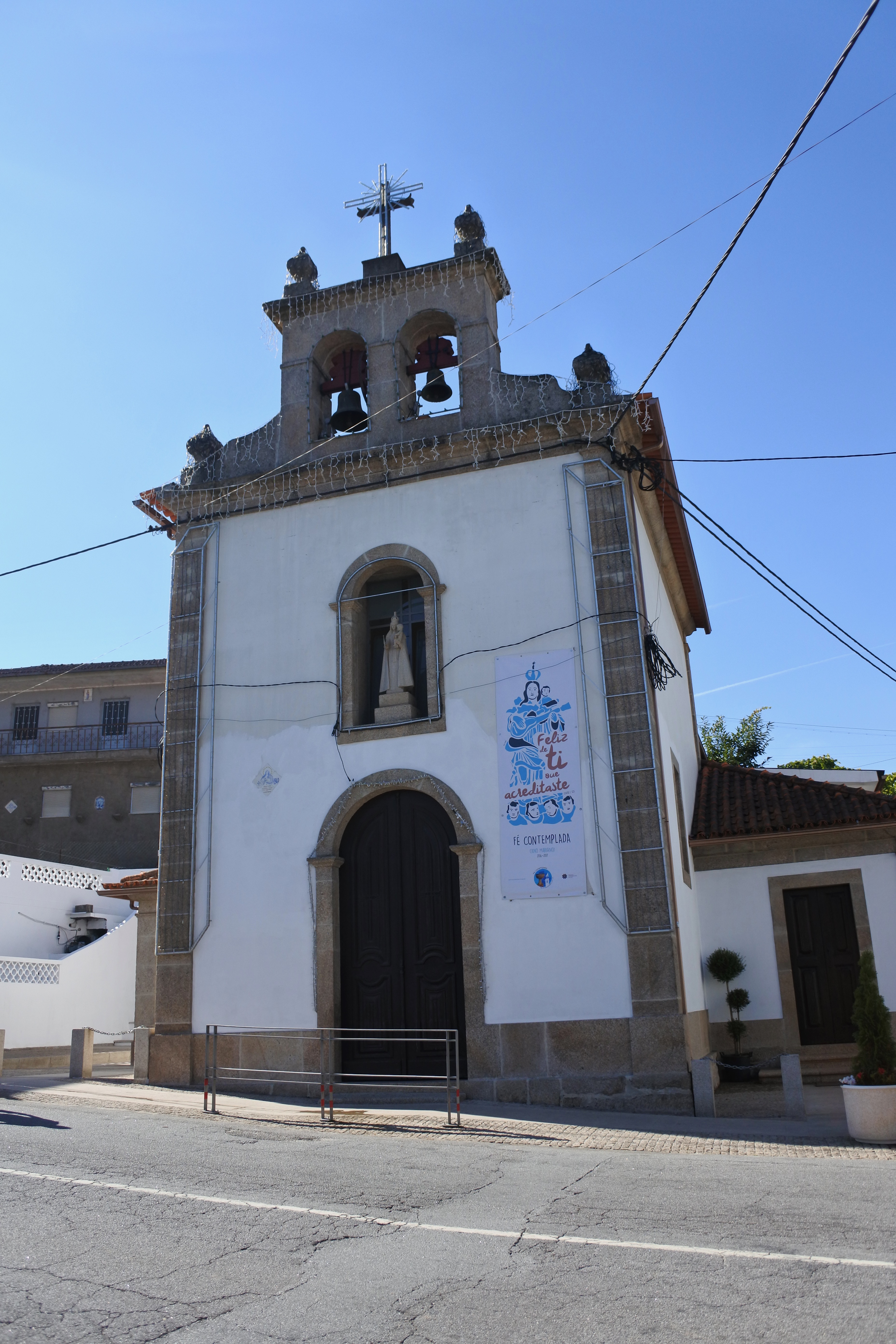
Pfarrkirche von Arco de Baúlhe

| Freguesia | Freguesia                  | Freguesia | Freguesia       | ehemalige Freguesias | ehemalige Freguesias | ehemalige Freguesias | ehemalige Freguesias |
| --------- | -------------------------- | --------- | --------------- | -------------------- | -------------------- | -------------------- | -------------------- |
| Wappen    | Freguesia                  | Einwohner | Fläche in (km²) | Wappen               | Freguesia            | Einwohner            | Fläche in (km²)      |
|           | Arco de Baúlhe e Vila Nune | 1950      | 9,04            |                      | Arco de Baúlhe       | 1671                 | 4,49                 |
|           | Arco de Baúlhe e Vila Nune | 1950      | 9,04            | Vila Nune            | 379                  | 4,55                 |                      |